# آنا بيرغرين
آنا بيرغرين (بالإنجليزية: Anna Berggren)‏ (و. 1929 – م) هي طبيبة نفسية.**، من السويد.